# Роллаторы

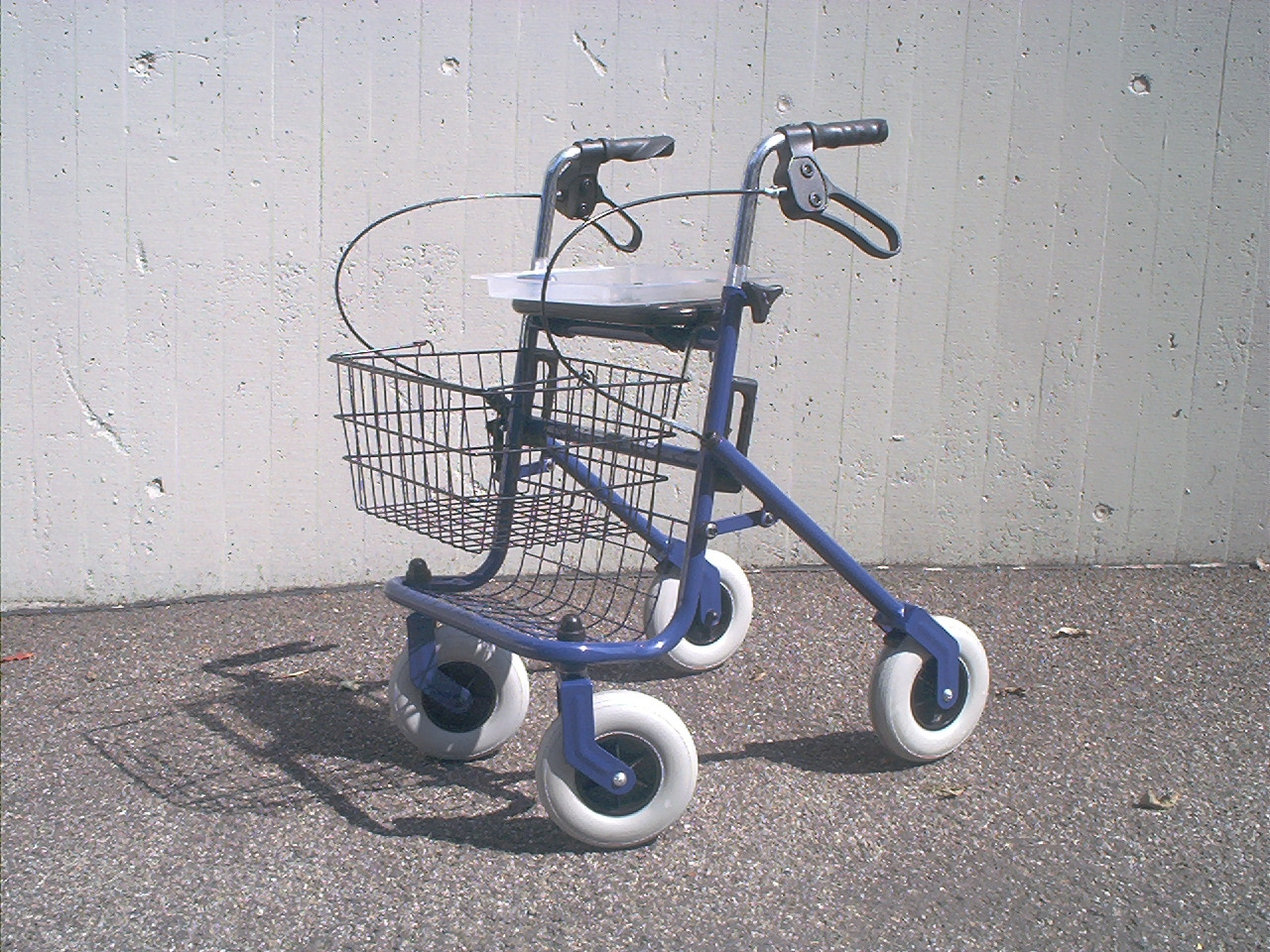
Четырёхколёсные роллаторы с
багажной корзинкой

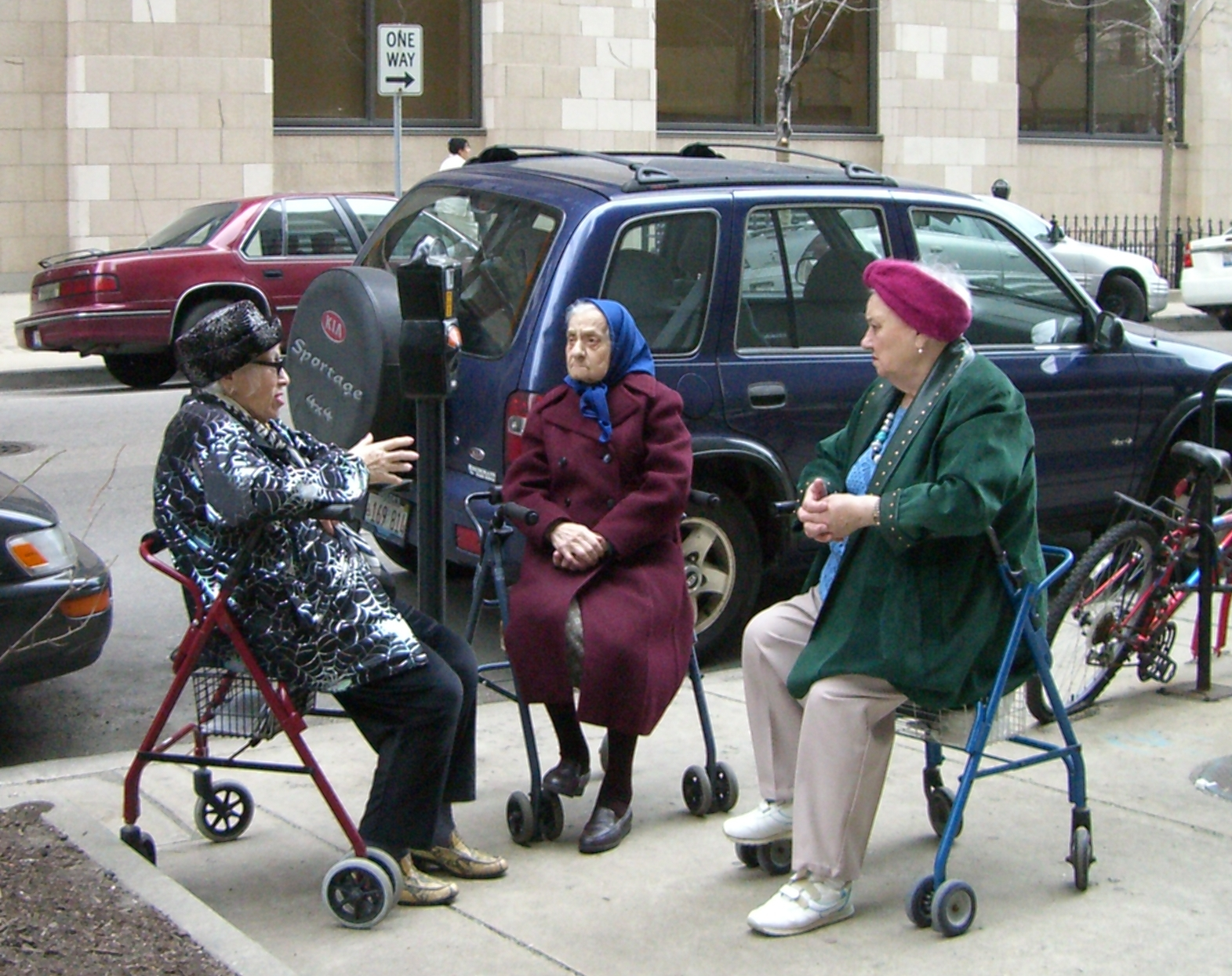
Пожилые женщины, сидящие на своих роляторах, в Чикаго (США)

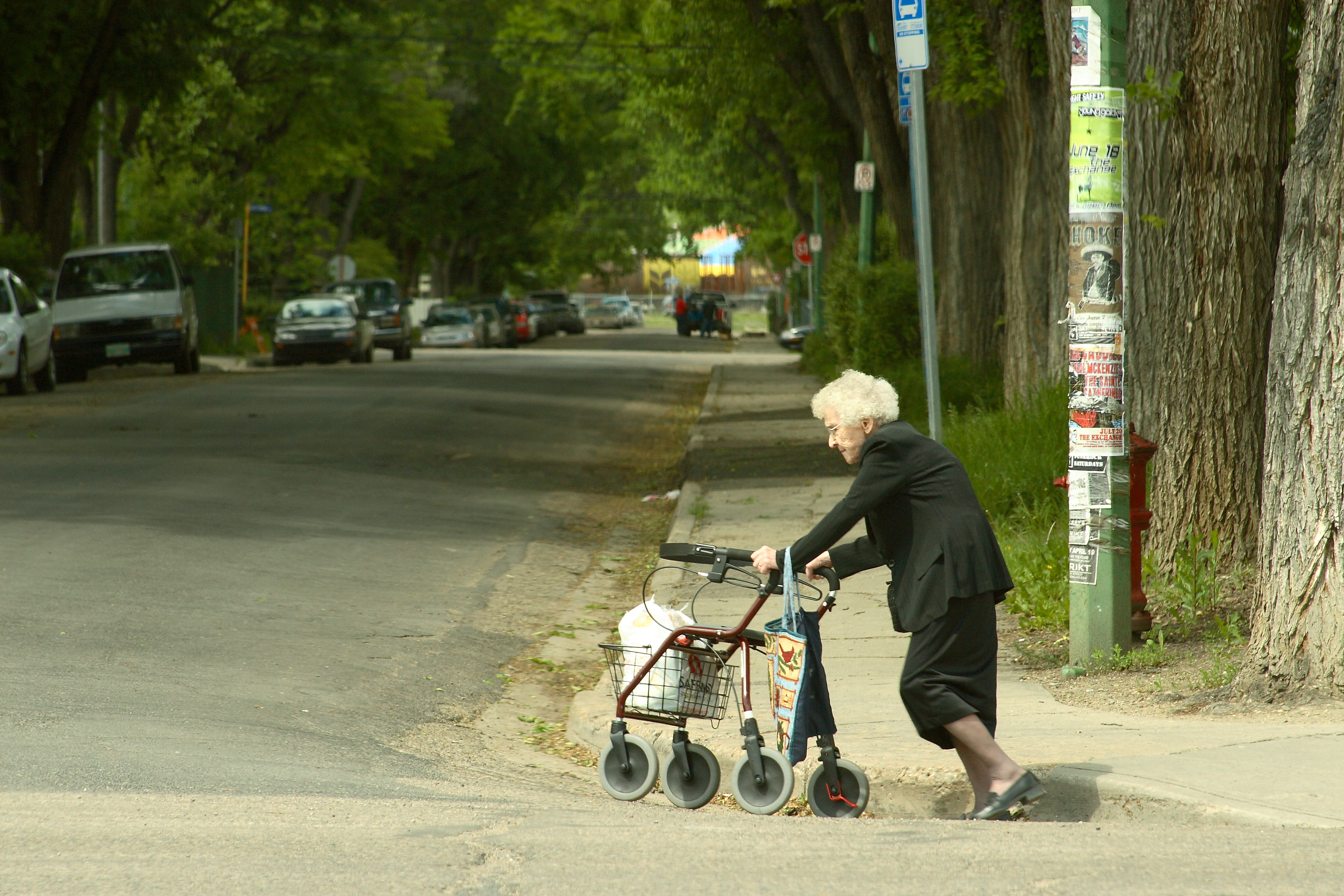
пожилая женщина с ролятором и сумкой с покупками в корзине

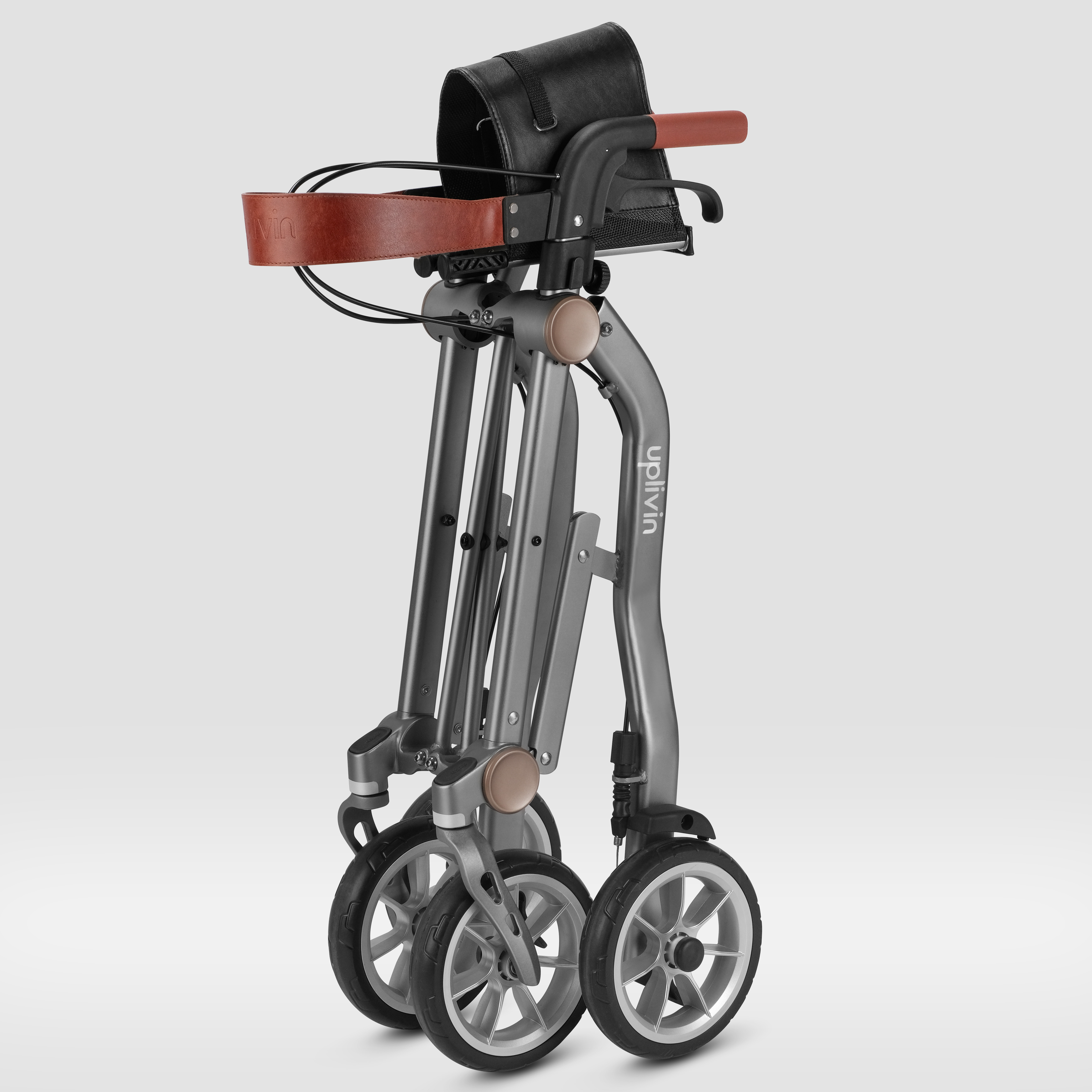
роляторы в сложенном виде

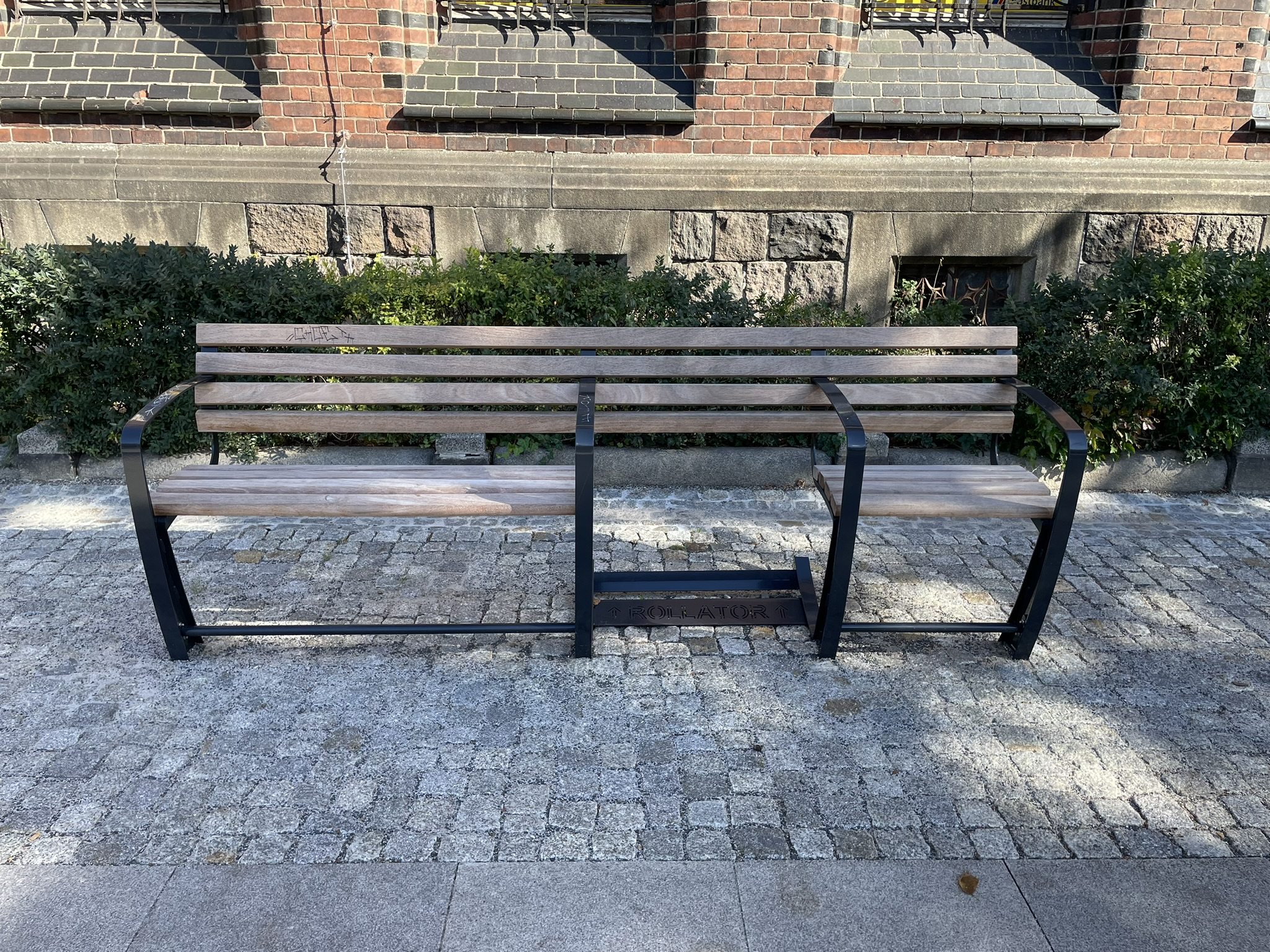
скамейка в Германии с местом для роляторов

Роллаторы (также ролляторы, роляторы, опора-ходунок; швед. rullator, англ. rollator — одна из разновидностей ходунков) — приспособление для облегчения самостоятельного пешего передвижения лицам, испытывающим с этим трудности. Представляет собой четырёхколёсную тележку, оснащенную ручками для опоры, ручным тормозом-фиксатором, а в ряде случаев и дополнительными аксессуарами, такими как сиденье, багажная сумка или корзина, держатель для трости или костылей, можно добавить звонок, для вечерних прогулок фонарик и катафоты и т. д.

## Описание

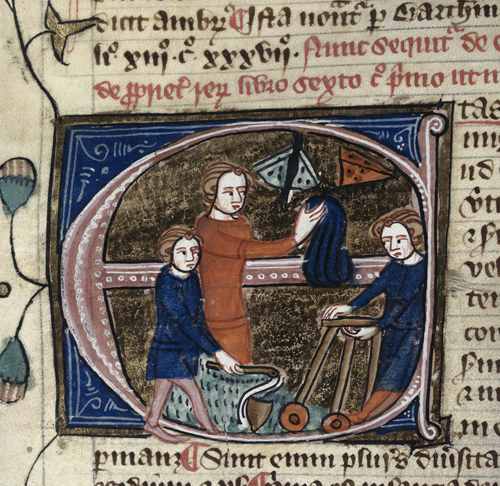
большой мальчик с ходунками на колёсах 14 век

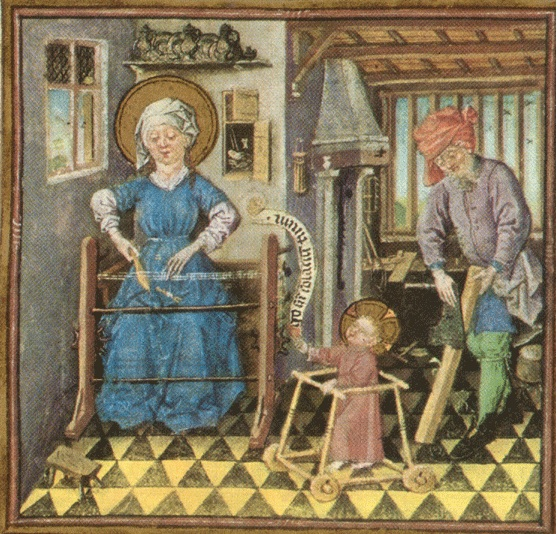
Иисус в ходунках на колёсах, картина 1440 года (15 век)

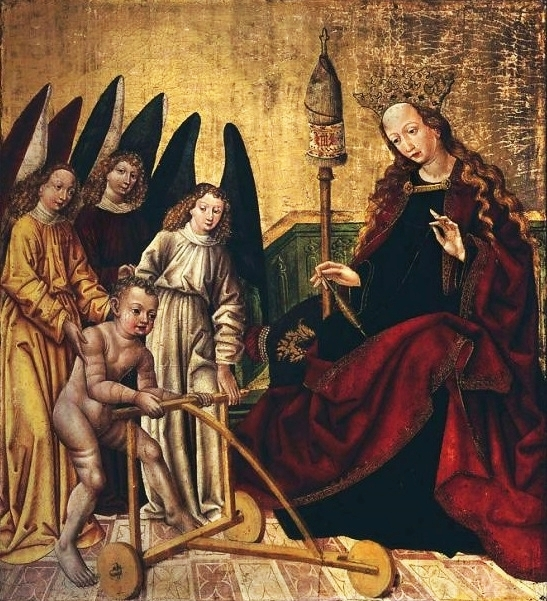
Праобраз ролятора: детские ходунки с большими колёсами на картине 15 века

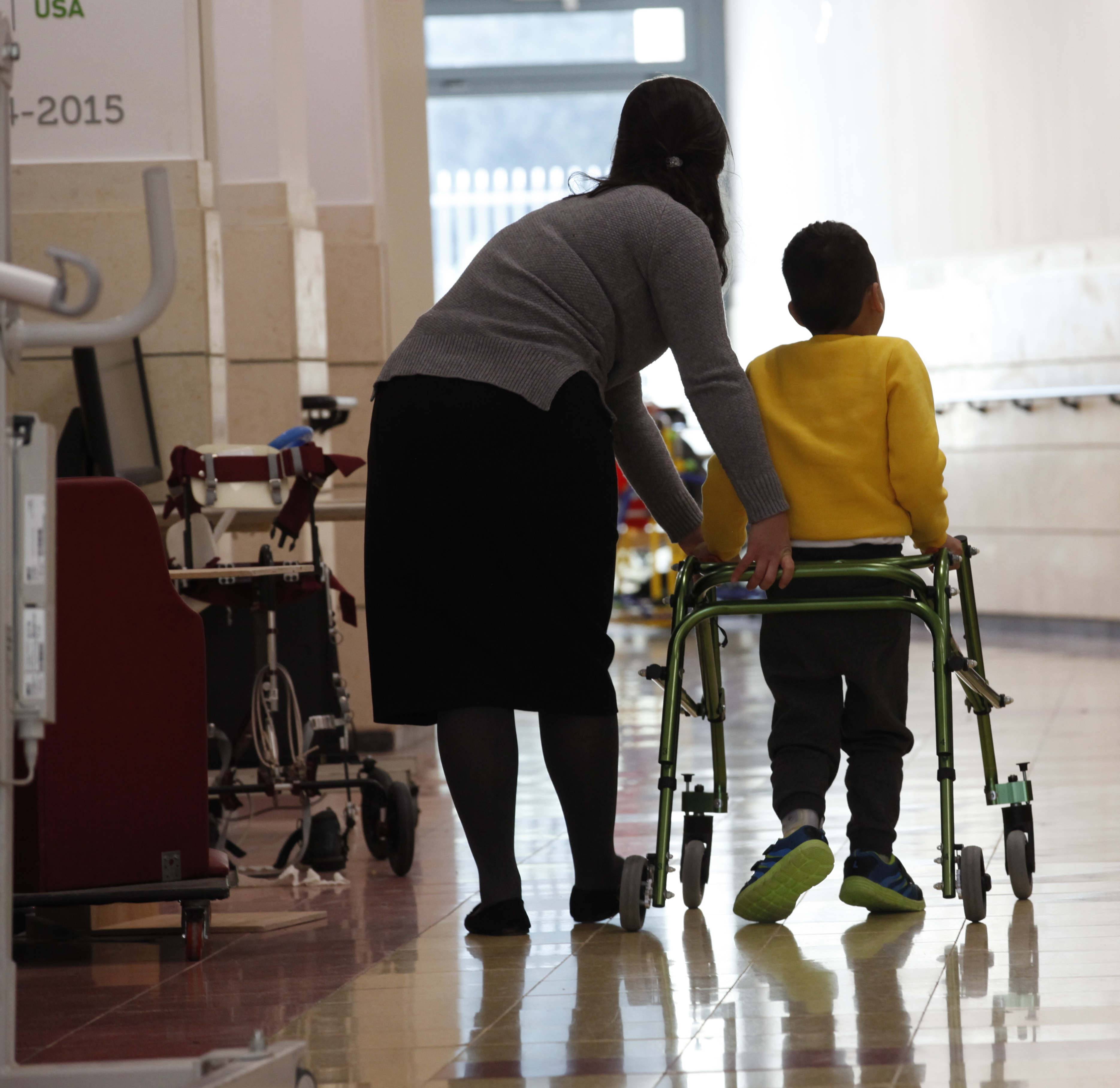
Мальчик-инвалид с ролятором

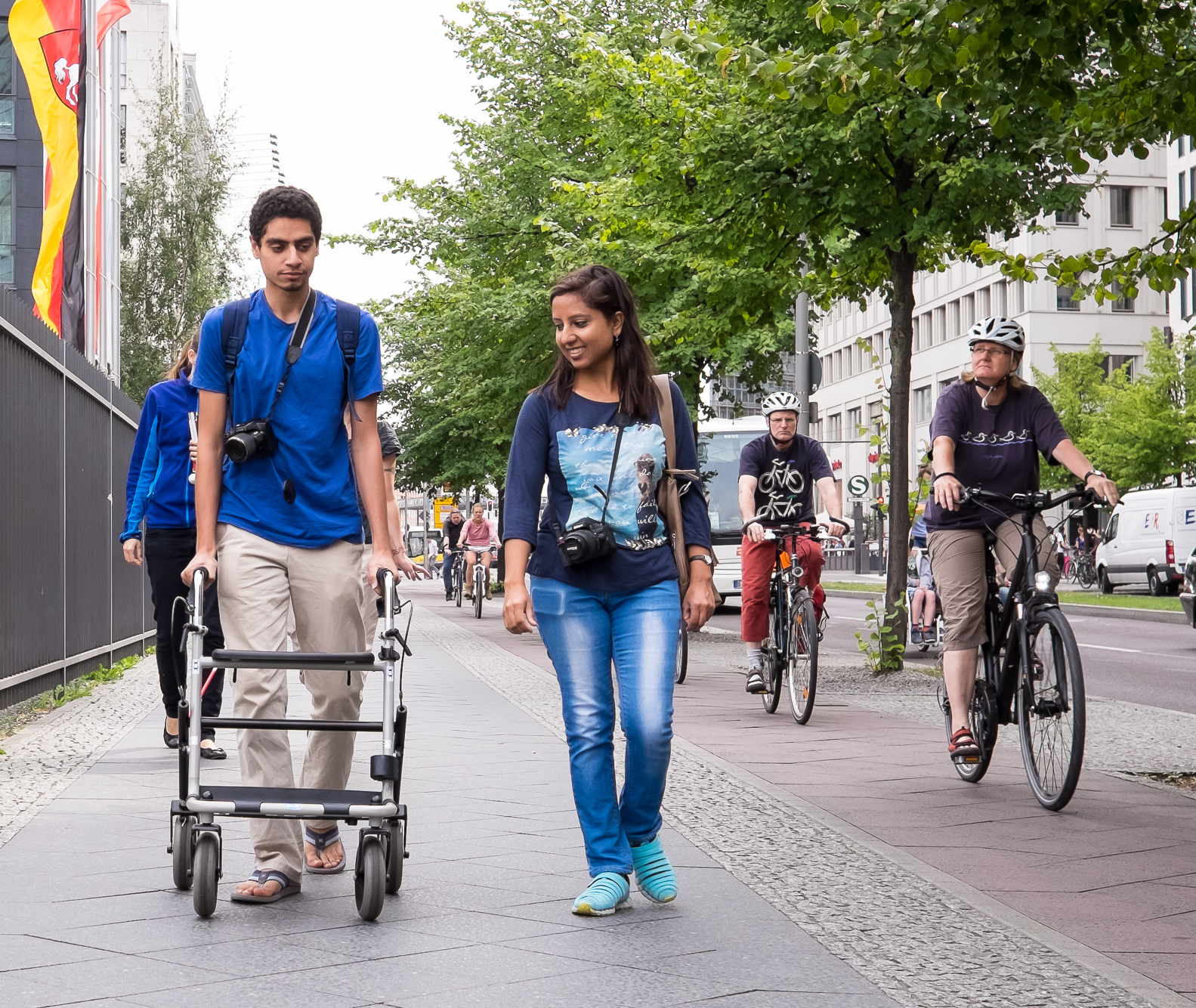
Молодой мужчина с ролятором

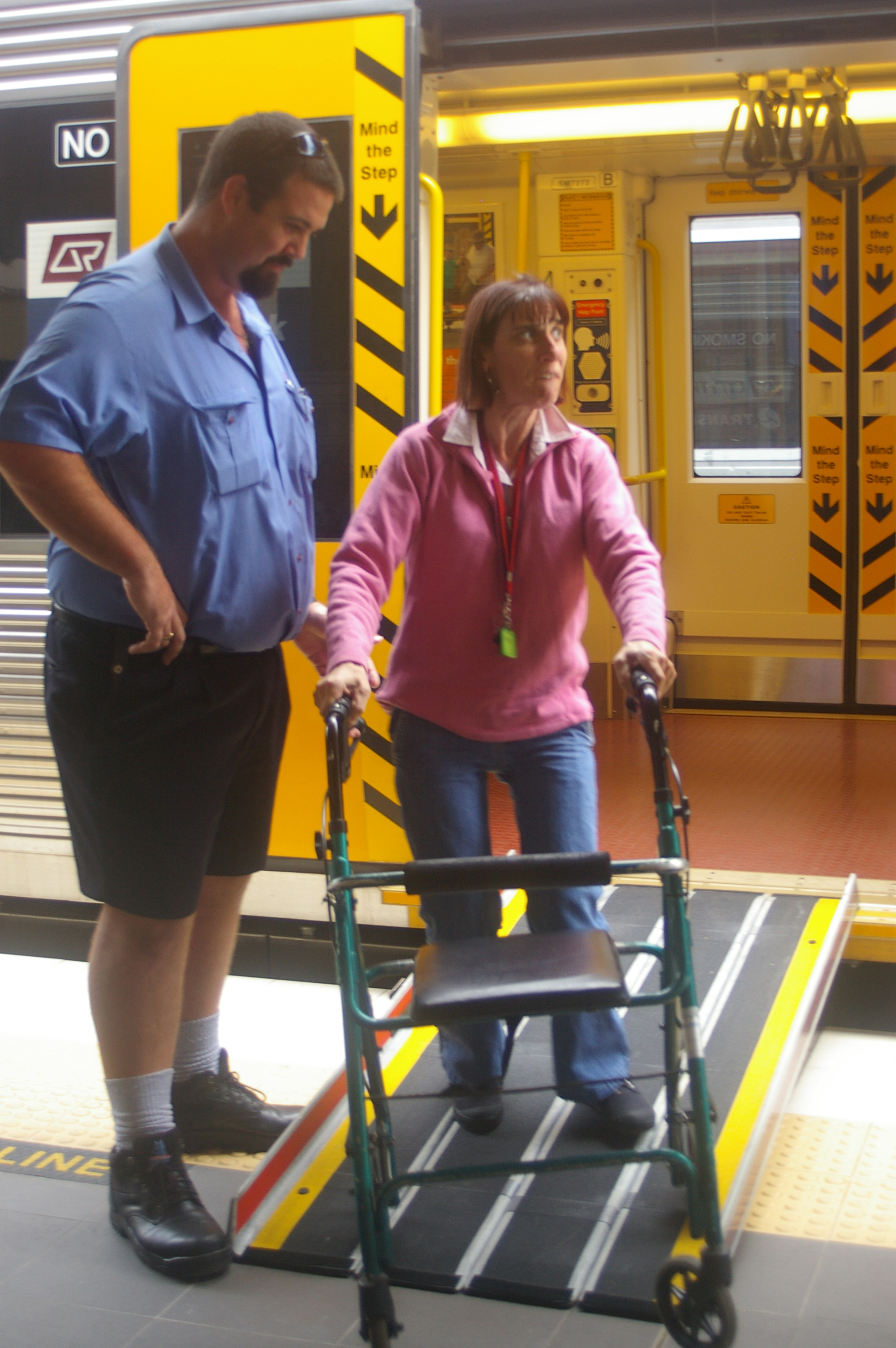
Женщина-инвалид с ролятором

В отличие от инвалидной коляски, предназначенной в основном для передвижения полностью лишенных возможности самостоятельно двигаться пациентов, ролятор является средством, облегчающим самостоятельное передвижение, но не могущим полностью его заменить. Таким образом, ролятор может быть полезен людям, испытывающим трудности с ходьбой, но не полностью утратившим способность передвигаться, что делает его удобной альтернативой, костылям,  трости, если же пожилому человеку или инвалиду тяжело быстро передвигаться с роляторами и ему нужна устойчивая опора, то ему подойдут ходунки на колёсах или без них. В силу этих особенностей роляторы на сегодняшний день используют не только как помощь в передвижении на период восстановления после травм или при обусловленных болезнью или инвалидностью нарушениях опорно-двигательной системы, но и как средство повышения индивидуальной мобильности для лиц пожилого возраста в повседневной жизни, как профилактика травм от падения при передвижении с тростью.
В качестве помощи передвижения престарелых роляторы на сегодняшний день во многих странах Европы и в США особенно популярны, в основном вытеснив в этой функции традиционные трости для хождения и сходные с ней средства. Роляторы имеют в сравнении с традиционными средствами помощи в ходьбе, ряд преимуществ: их конструкция в качестве коляски с ручными опорами, высоту которых можно регулировать под рост пользователя, делает передвижение значительно комфортнее, так как при каждом шаге равномерно распределяет массу тела между руками, ногами и каталкой. Кроме того, роляторы оборудованы механизмом складывания коляски, что дает возможность легко перевозить их в автомобиле или общественном транспорте, а также облегчает пользователю подъём по лестнице, так как сложенный ролятор способен при этом служить опорой. Многие роляторы оснащены багажными корзинками или сумками, которые дополнительно облегчают повседневные дела (так, в супермаркете многие пожилые люди используют корзинку своего ролятора вместо продуктовой тележки или сумки на колёсах), а тормоза-фиксаторы для колёс позволяют опереться на тележку и передохнуть, для этой же цели роляторы часто оснащены располагающимся между опорами сиденьем.
Помимо классических роляторов с металлической рамой существуют и деревянные ходунки для использования в закрытых помещениях. Такие каталки имеют более компактные по сравнению с «уличными» роляторами габариты, что облегчает движение через дверные проемы, узкие коридоры и пр.; кроме того, деревянное основание может быть индивидуально подобрано под цвет мебели помещения.

## История
Впервые каталка-опора для лиц с ограниченными физическими возможностями, сходная с современным ролятором, была предложена в 1978 году в Швеции социальной работницей Аиной Вифалк (Aina Wifalk), которая сама страдала детским параличом и из-за этого в своё время не смогла продолжить своё обучение в качестве медсестры. При содействии шведского фонда развития был изготовлен опытный экземпляр, позднее производство роляторов было налажено в Швеции, а с начала 1990-х годов они получили распространение в Германии и других странах Европы. В 1999 году появилась единая для стран Евросоюза норма «EN ISO 11199», регламентирующая технические данные роляторов.
.